# Rififi
Du rififi chez les hommes é um filme policial noir francês de 1955, dirigido por Jules Dassin, baseado no romance homônimo de Auguste Le Breton. O filme é notabilizado pela cena do roubo na joalheria, de quase meia-hora de duração sem diálogos ou música e que mostra em detalhes a ação dos bandidos, imitada posteriormente por criminosos de verdade ao redor do mundo.
Após entrar para a Lista negra de Hollywood, o diretor Dassin encontrou trabalho na França. Apesar de não gostar de muitas coisas do livro, Dassin aceitou dirigir a adaptação para o cinema. Ele filmou Rififi com um pequeno orçamento, sem estrelas no elenco e com a equipe de produção recebendo salários baixos.
Rififi foi relançado nos cinemas em 2000 e 2015 e ainda é altamente aclamado pelos críticos modernos de cinema como um dos maiores filmes noir franceses.
O título é uma gíria da França central que deriva de rufe ("fogo") e latim  rūfus ("vermelho")

## Elenco
- Jean Servais...Tony "le Stéphanois", um criminoso envelhecido recém-libertado da prisão após cumprir sentença de 5 anos. Tony é padrinho de Tonio, filho de seu comparsa Jo "O sueco"
- Carl Möhner...Jo "o Sueco"
- Robert Manuel...Mario Ferrati, criminoso italiano que tem a ideia do roubo da joalheria
- Jules Dassin...César "le Milanais", criminoso italiano arrombador de cofres e mulherengo. Dassin o interpretou com o pseudônimo de Perlo Vita[5]
- Magali Noël...Viviane, cantora de boate que interpreta a canção-tema do filme que explica o título original
- Claude Sylvain...Ida, esposa de Mario Ferrati
- Marcel Lupovici...Pierre Grutter, líder da gangue Grutter e dono da boate L'Âge d'Or
- Robert Hossein...Remi Grutter, irmão criminoso de Marcel e viciado em heroína
- Pierre Grasset...Louis Grutter, membro da gangue Grutter
- Marie Sabouret...Mado, ex-amante de Tony "le Stéphanois"
- Dominique Maurin...Tonio, filho pequeno de Jo "o Sueco"
- Janine Darcey...Louise, esposa de Jo e mãe de Tonio

## Sinopse
Tony "le Stéphanois" (oriundo de Saint-Étienne) sai da prisão e recebe a proposta de seu comparsa e amigo Jo, o "Sueco", para roubarem joias de uma vitrine de joalheria. Tony a princípio recusa mas depois de saber que sua ex-amante Mado agora está com o gangster Pierre Grutter, ele resolve aceitar mas propõe um plano mais arriscado, arrombar o cofre da joalheria. Eles convidam um italiano especialista em arrombamento de cofres,  César, e os três mais outro italiano, Mario, iniciam os preparativos para executarem o ousado roubo.

## Produção

### Desenvolvimento
Rififi era para ser originariamente dirigido por Jean-Pierre Melville, o último grande especialista  do gênero "filmes de assalto". Melville apoiou o diretor norte-americano Jules Dassin quando ele mais tarde lhe pediu permissão para assumir a direção. Era o primeiro filme de Dassin em cinco anos, sem trabalho desde que entrara para lista negra do Comitê de Atividades Anti-americanas nos Estados Unidos ao ser delatado como comunista pelo seu companheiro diretor Edward Dmytryk em abril de 1951. Após essa ocorrência, Dassin tentou reconstruir sua carreira na Europa. Muitos de seus projetos fracassaram por interferências de longa distância do governo norte-americano. Dassin tentara filmar L'Ennemi public numero un, interrompido após as desistências dos protagonistas Fernandel e Zsa Zsa Gabor sob pressão norte-americana. Tentou uma adaptação de Mastro don Gesualdo  de Giovanni Verga a ser realizado em Roma mas foi interrompido pela Embaixada dos Estados Unidos. Dassin recebeu uma oferta de um empresário de Paris que tinha encontrado o produtor Henri Bérard que adquirira os direitos do popular romance policial Du Rififi chez les hommes de autoria de Auguste Le Breton. Bérard escolheu Dassin para dirigir após o grande sucesso na França do filme anterior dele, The Naked City.
Usando a linguagem nativa do inglês, Dassin escreveu o roteiro de Rififi em seis dias com a ajuda do escritor René Wheeler, que posteriormente pegou o material e o traduziu para o francês. Dassin odiou o livro; desagradara-lhe o tema do racismo na história que colocava bandos rivais de negros árabes e norte-africanos contra europeus de pele clara. Além disso, o livro trazia eventos inquietantes como necrofilia — cenas que Dassin não sabia como levar para a tela de cinema. Para a gangue rival, o produtor sugeriu que fossem interpretados por americanos, achando que Dassin iria aprovar. O diretor foi contra a ideia pois não queria ser acusado de realizar uma vingança "oblíqua" na tela contra seus conterrâneos. Dassin manteve a ideia das multi etnias em seu roteiro, escolhendo o germânico "Grutter" como o nome da gangue rival. A maior mudança em relação ao livro foi na cena do assalto, que aparecia em apenas 10 das 250 páginas. Dassin centrou o roteiro dele nessa ação para substituir outros eventos que não sabia o que fazer para inclui-los na adaptação. Como resultado, as cenas tomaram um quarto do tempo de duração de exibição e apenas com som natural, sem diálogos ou músicas de acompanhamento.

### Filmagens
Trabalhando com um orçamento de 200.000 dólares, Dassin não podia contar com estrelas de cinema no elenco. Para o papel principal, o diretor escolheu Jean Servais, um ator cuja carreira estava em declínio devido ao alcoolismo. Para o criminoso italiano  Mario Ferrati, Dassin indicou Robert Manuel após assisti-lo em uma performance cômica como membro da Comédie-Française. Após uma sugestão feita pela esposa do produtor, Dassin convidou Carl Möhner para interpretar Jo "o Sueco". Dassin iria usar Möhner novamente, em seu próximo filme He Who Must Die. O diretor interpretou ele mesmo o papel de César, o milanês. Ele explicou numa entrevista que "tinha escolhido um muito bom ator da Itália, cujo nome me escapa, mas ele nunca foi contratado!...Daí eu coloquei um bigode e desempenhei o papel eu mesmo".
No filme, César é executado por Tony que antes de atirar lhe diz (em tradução livre, como as demais): "Eu gostei de você Macarroni. Mas conhece as regras". A cena foi incluída como uma expressão do sentimento de Dassin contra a traição de seus conterrâneos norte-americanos. Essa passagem não está no livro
Rififi foi filmado durante o inverno em Paris e usou locações reais ao invés do estúdio. Com o orçamento apertado, os locais foram visitados pelo próprio diretor. Pelo roteiro, direção e atuação Dassin recebeu 8 mil dólares. O produtor de figurinos, referido pelo diretor como "um dos maiores homens da história do cinema" foi Alexandre Trauner. Por conta de sua amizade com Dassin, Trauner cobrou muito pouco para trabalhar na produção. Dassin discutiu com o produtor Henri Bérard em dois pontos: ele recusou a filmar com luz solar dizendo que "queria somente o cinza"; e não queria lutas no filme. As cenas de luta eram muito importantes para o sucesso popular na França dos filmes da série de Lemmy Caution.
A cena do assalto em Rififi foi baseada num crime real acontecido em 1899 em Marseille. Uma gangue quebrou o piso de uma agência de viagens no andar superior, fazendo um buraco e usando um guarda-chuva para apanhar os detritos e depois fugir com o conteúdo roubado.

### Música e título

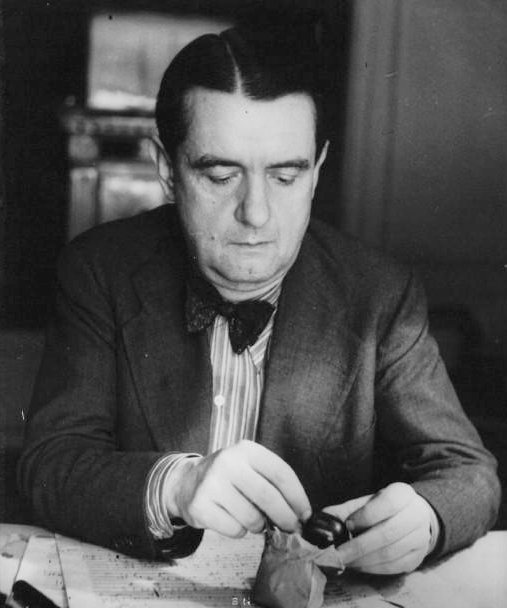
O compositor Georges Auric (no retrato) e o diretor Jules Dassin em princípio discordaram de usar música na cena do assalto

Georges Auric foi contratado como o compositor da música do filme. Dassin e Auric em princípio não concordaram sobre usar música na cena de assalto de meia-hora. Após o diretor falar que não queria música, Auric declarou que queria "protegê-lo". "Eu vou escrever a música de qualquer jeito por que precisa para ser protegido". Após o término das filmagens, Dassin mostrou o resultado para Auric uma vez com a música e outra, sem. O compositor acabou concordando que era melhor sem a música.
Em 2001, Dassin admitiu que tanto lamentou a canção-tema de Rififi, usada apenas para explicar o título do filme, que a palavra nunca é mencionada por qualquer personagem. A palavra original que é uma gíria militar francesa da Primeira Guerra Mundial é quase intraduzível, significando algo como "confusão" ou "batalha campal"   Dassin achava que o autor do livro tinha inventado a palavra para se referir aos berberes marroquinos na Guerra do Rife. A canção foi escrita em dois dias pelo poeta Jacques Larue e o músico Philippe-Gérard após Dassin recusar uma proposta de Louiguy. Magali Noël entrou para o elenco como Viviane, que interpreta a canção-tema. Noël mais tarde trabalhou com o diretor italiano Federico Fellini, aparecendo em três de seus filmes.

## Lançamento
Rififi estreou na França em 13 de abril de 1955. O filme foi banido de alguns países por causa da cena do assalto, referida na resenha do Los Angeles Times como "obra de mestre da invasão de domicílio e cinema".
O Ministério do Interior do México proibiu o filme em razão de uma série de roubos que imitavam o da cena de assalto. Rififi foi banido na Finlândia ao final da década de 1950. Em resposta aos críticos que viram no filme um processo educativo para ensinar pessoas a cometerem assaltos, Dassin declarou que o filme mostrava o quanto era difícil cometer um crime de verdade.
Rififi foi um sucesso popular na França que influenciou muitos outros que adaptaram histórias de Breton. Alguns desses filmes foram Du rififi chez les femmes (1959), Du rififi à Tokyo (1961) e Du rififi à Paname (1965). No lançamento no Reino Unido, Rififi foi exibido em sessão dupla com o filme de ficção científica The Quatermass Xperiment; foi o maior sucesso de uma sessão dupla nos cinemas do Reino Unido em 1955. O lançamento nos Estados Unidos foi oferecido com a condição que Dassin renunciasse ao seu passado, declarando-se enganado por associações subversivas. Além disso, seu nome seria retirado dos créditos de escritor e diretor. Dassin recusou e o filme foi lançado pela United Artists através de uma empresa de distribuição fictícia. Dassin apareceu nos créditos; foi a primeira exceção na Lista negra Rififi foi lançado nos Estados Unidos primeiro com subtítulo e mais tarde como  Rififi...Means Trouble! (Rififi...significa Encrencas!). Causou polêmica com a católica "Legião Nacional da Decência" (The Roman Catholic Legion of Decency). O filme sofreu três pequenos cortes e abriu com um cartaz mencionando o Livro dos Provérbios: "Quando os ímpios se multiplicam, os crimes também o fazem: mas os justos verão suas quedas". Após essas mudanças, houve o lançamento com a classificação "B". Em 2005, a Revista Variety anunciou que a Stone Village Pictures tinha adquirido os direitos para refilmar Rififi, com Al Pacino como protagonista numa versão modernizada

## Recepção
Quando do lançamento original do filme, o crítico e futuro diretor de cinema francês François Truffaut o elogiou, dizendo que "Fora ter sido o pior romance policial que eu li, Jules Dassin realizou o melhor filme policial que eu assisti" e "Tudo em Le Rififi é inteligente: roteiro, diálogos, cenários, música, escolha dos atores. Jean Servais, Robert Manuel e Jules Dassin estão perfeitos ". O crítico francês André Bazin afirmou que Rififi trazia ao gênero uma "sinceridade e humanidade que quebra convenções dos filmes policiais, e consegue tocar nossos corações". Em fevereiro de 1956 num artigo da revista de cinema francesa  Cahiers du cinéma, o filme foi listado como o número 13 dos 20 maiores de 1955. Os críticos britânicos também lhe receberam bem e realçaram a violência do filme quando do seu lançamento inicial. The Daily Mirror referiu-se a película como  "brilhante e brutal" enquanto o Daily Herald notou que Rififi "fazia as tentativas americanas de mostrar brutalidade na tela parecerem com uma festa de chá na catedral da cidade". O lançamento americano recebeu aclamação. Bosley Crowther do The New York Times referiu-se ao filme como  "talvez o mais agudo filme policial que já viera da França, incluindo "Pépé le Moko" e alguns dos melhores de Louis Jouvet e Jean Gabin ". O National Board of Review indicou-o como o Melhor Filme Estrangeiro de 1956.
Rififi foi relançado para uma temporada limitada nos Estados Unidos em 21 de julho de 2000 numa nova cópia de 35 mm com legendas mais explícitas em colaboração com Dassin. O filme foi muito bem recebido pelos críticos nesse relançamento. O site Rotten Tomatoes avaliou que 93% dos críticos tinham dado resenhas positivas, baseado numa amostra de 41. No Metacritic, que estabelece o padrão de 100 para resenhas dos principais críticos, o filme recebeu uma média de 97, baseado em 13 resenhas.
Kenneth Turan do Los Angeles Times escreveu que o filme foi um "marco de referência para todos os do gênero "assalto" que lhe sucederam...É um filme que a influência é difícil de exagerar, uma prova que não é a última vez ser mais fácil arrombar um cofre do que sondar os mistérios do coração humano ". Lucia Bozzola do banco de dados online Allmovie dá ao filme a classificação maior de cinco estrelas, chamando-o de "O pináculo dos filmes de assalto" e "não apenas o melhor dos filmes noir franceses, mas um dos maiores do gênero". Em 2002, o crítico Roger Ebert incluiu o filme em sua lista de "Maiores filmes" dizendo que "ecos de [Rififi] podem ser encontrados desde "The Killing" de Kubrick até "Reservoir Dogs" de Tarantino". Ambos devem algo a "The Asphalt Jungle" de John Huston (1950), que deu a ideia geral mas não a atenção aos detalhes". Dentre as resenhas negativas, Dave Kehr do Chicago Reader sentiu que "o filme se torna moralista e azedo na última metade, com a queda dos ladrões" Rififi recebeu o número 90 na lista da Revista Empire dos 100 Melhores Filmes do Mundo. O crítico e diretor Jean-Luc Godard avaliou negativamente o filme em comparação com outros policiais franceses da época, anotando em 1986 que "hoje não seguraria uma vela para Touchez pas au grisbi que abriu o caminho, muito menos para Bob le flambeur que fez o mesmo ".

## Premiação
Na época do lançamento original, houve reação positiva da assistência e crítica francesa, norte-americana e britânica. Dassin ganhou o prêmio de melhor diretor no Festival de cinema de Cannes de 1955.
Rififi foi indicado pelo National Board of Review como Melhor Filme Estrangeiro.